# Municipio Acevedo
Acevedo es uno de los 21 municipios que integran el Estado Miranda, Venezuela. Posee una superficie de 1879 km² lo que hace que sea el más extenso del Estado Miranda, según estimaciones del INE su población para 2023 es de 87.371 habitantes. Su capital es la ciudad de Caucagua.
La agricultura es la principal actividad económica del municipio, destacándose por la producción de cacao.

## Historia

### Toponimia
El municipio debe su nombre al prócer Miguel Acevedo, destacado militar y político venezolano del siglo xix, quien desarrolló una carrera activa durante 49 años en el servicio armado, alcanzando el grado de General en Jefe.
Acevedo participó en la llamada Insurgencia en favor de Simón Bolívar, ocurrida entre 1828 y 1831, y más adelante tuvo un rol protagónico en la Guerra Federal (1859–1863), uno de los principales conflictos armados de la Venezuela republicana.
Además de su trayectoria militar, tuvo una activa vida política entre 1833 y 1870. Se desempeñó como Jefe de Cantón en Caucagua en tres oportunidades, fue representante suplente ante la Diputación Provincial de Caracas en 1852, y ocupó en dos ocasiones la presidencia del Estado Soberano de Caracas (antigua Provincia de Caracas), en los años 1864 y 1870.

## Geografía
El Municipio Acevedo se encuentra en la subregión de Barlovento, la extensión del municipio es tal que es imposible atravesar el estado Miranda de este a oeste o viceversa, sin pasar por este Municipio. Al norte limita con la Cordillera de la Costa que se encuentra protegida por el Parque nacional El Ávila, de norte a sur la distancia es de 64 km; el sur es otra región montañosa, la Serranía del Interior, que se encuentra protegida por el Parque nacional Guatopo. Al oeste es separado de los Valles del Tuy por las Filas de Caraballo (al noroeste) y las Filas de Colorado y El Mono (al suroeste). La zona central del municipio es una llanura formada por el río Tuy.
Destaca la presencia de dos embalses de agua potable, el Embalse Taguaza que es uno de los principales surtidores de agua potable a la región metropolitana de Caracas y el Embalse Cuira.

### Organización parroquial
| Parroquia                   | Superficie | Población   | Densidad |
| --------------------------- | ---------- | ----------- | -------- |
| Aragüita                    | km²        | 6.043 hab.  | hab./km² |
| Arévalo González (El Clavo) | km²        | 6.509 hab.  | hab./km² |
| Capaya                      | km²        | 13.151 hab. | hab./km² |
| Caucagua                    | km²        | 27.948 hab. | hab./km² |
| El Café                     | km²        | 6.477 hab.  | hab./km² |
| Marizapa                    | km²        | 12.454 hab. | hab./km² |
| Panaquire                   | km²        | 6.289 hab.  | hab./km² |
| Ribas (Tapipa)              | km²        | 8.500 hab.  | hab./km² |
| Municipio Acevedo           | km²        | 87.371 hab. | hab./km² |

## Política y gobierno

### Alcaldes
| Período                            | Alcalde                   | Partido político / Alianza | % de votos | Notas |
| ---------------------------------- | ------------------------- | -------------------------- | ---------- | --- |
| 1989 - 1992                        | Manuel Guillemo Martínez  | AD                         | 50,74      | Primer alcalde bajo elecciones directas |
| 1992 - 1995                        | Manuel Guillermo Martínez | AD                         | 50,42      | Reelecto |
| 1995 - 2000                        | Luis Yánez                | AD                         | -          | Segundo alcalde bajo elecciones directas (se realizaron elecciones generales adelantadas en el 2000 debido a la aprobación de la Constitución de 1999) |
| 2000 - 2004                        | Vicente Apicella          | Copei                      | 24,26      | Tercer alcalde bajo elecciones directas |
| 2004 - 2008                        | Juan Aponte               | MVR                        | 47,29      | Cuarto alcalde bajo elecciones directas |
| 2008 - 2013                        | Juan Aponte               | PSUV                       | 51,85      | Reelecto (Se postergan 1 año las elecciones municipales pautadas para finales del 2012)                                                                |
| 2013 - 2017                        | Juan Aponte               | PSUV                       | 44,23      | Reelecto |
| 2017 - 2021                        | Juan Aponte               | PSUV                       | 69,66      | Reelecto |
| 2021 - 2025                        | José Oliveros             | PSUV                       | 52,89      | Quinto alcalde bajo elecciones directas |
| Fuente: Consejo Nacional Electoral |                           |                            |            | |

### Concejo Municipal
Período 2021 - 2025
| Concejales          | Partido político / Alianza |
| ------------------- | -------------------------- |
| Dayana Monge        | PSUV                       |
| Andri Ramos         | PSUV                       |
| Abdiel de oliveira  | PSUV                       |
| Juan Key            | PSUV                       |
| Nilda Huice         | PSUV                       |
| Leila Rengifo       | PSUV                       |
| Francisco Echenique | PSUV                       |
| Freddy Márquez      | FV                         |
| César Zamora        | UP                         |